# SchokoMuseum Wien

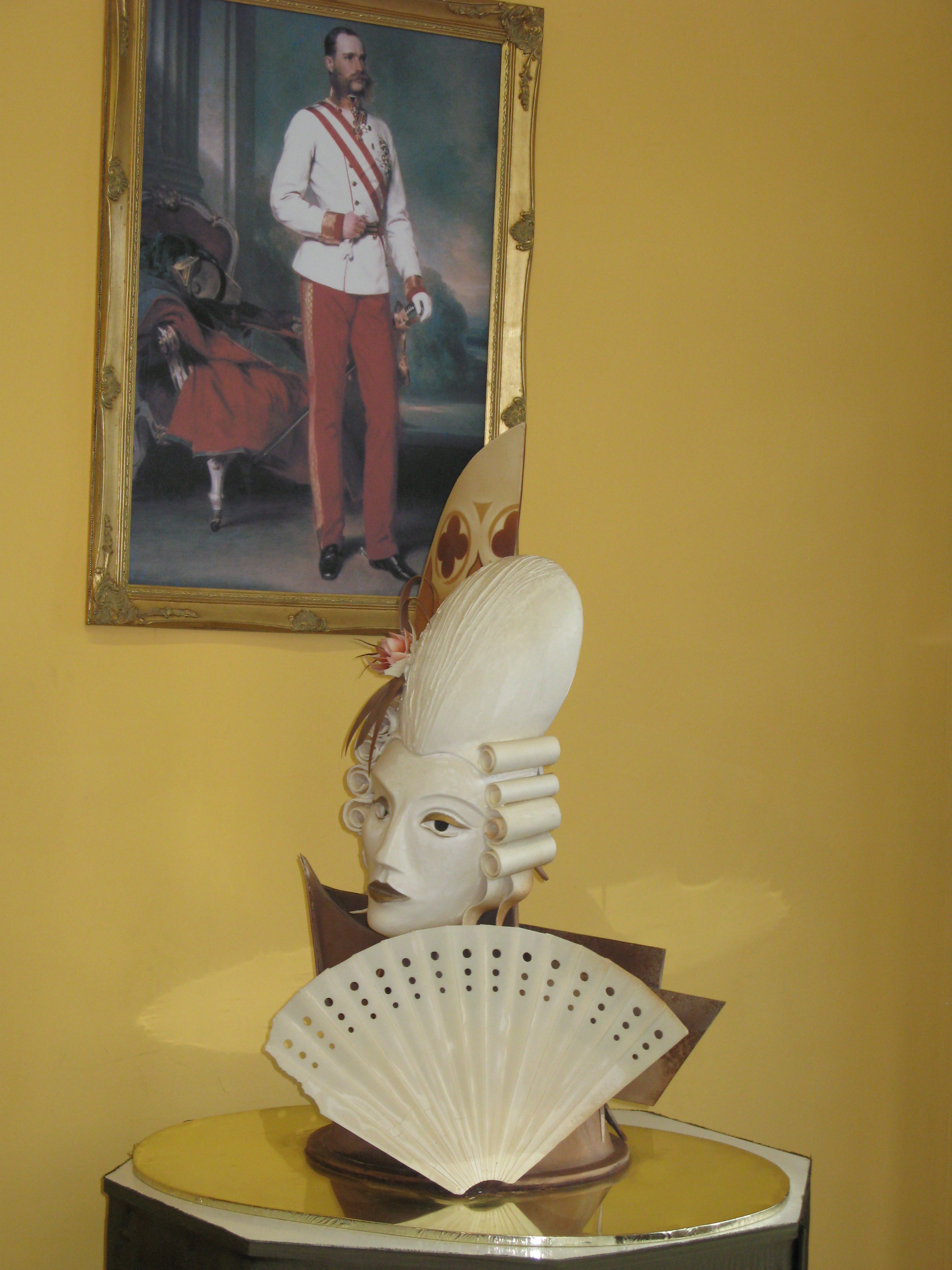
Exponat im SchokoMuseum Wien

Das von der Confiserie Heindl seit 2001 betriebene SchokoMuseum im 23. Wiener Gemeindebezirk  Liesing zeigt 3000 Jahre Geschichte der Schokolade, von den Xocolatl der Olmeken bis zur heutigen Praline. Es erklärt auch den Anbau, die verschiedenen Sorten und Rezepturen der Schokolade und ermöglicht einen Blick in die laufende Produktion.
Das Museum hat die Form eines klassischen Museums mit Exponaten und Bildern sowie Verkostungsmöglichkeit verschiedener Rohschokoladen und anschließendem Blick in die laufende Produktion. Alle Verarbeitungsschritte von der Kakaobohne bis zur fertigen Schokoladengrundmasse werden erläutert: Anbau, Ernte, Fermentation, Trocknung, Lagerung, Reinigung, Röstung, Brechung, Mahlung, Feinwalzung und Conchierung.